# Cardiac Arrest
"Cardiac Arrest" är den brittiska ska/popgruppen Madness elfte singel. Texten skrevs av trumpetaren och andresångaren Carl Smyth och musiken av gitarristen Christopher Foreman.
"Cardiac Arrest" handlar om en stressad arbetsnarkoman som under sin resa till jobbet råkar ut för en trafikstockning, vilket leder till att han får en hjärtattack och dör.
BBC Radio 1, Storbritanniens mest inflytelserika radiokanal vid den här tiden, vägrade att spela den på grund av att två av kanalens DJs nyligen hade dött av just hjärtattacker. Därför fick den väldigt svårt att nå ut, och den nådde därför "bara" en fjortonde plats på englandslistan. Det var Madness första singel som inte nådde topp tio sedan The Prince 1979. Den låg på listan i 11 veckor.
Den finns med på albumet 7 och på de flesta av Madness samlingsalbum.
B-sidan, "In the City", användes i några reklamfilmer som Madness gjorde för Honda och som sändes i Japan, där Madness var mycket populära.

## Musikvideon
För att inte också musikvideon skulle bojkottas, ändrades slutet snabbt om till att arbetsnarkomanen (spelad av Smyth) raskt frisknar till och glatt sjunger med i slutrefrängen.

## Låtlista
7" vinyl
1. "Cardiac Arrest" (Chas Smash, Christopher Foreman) – 2:52
2. "In the City" (Graham McPherson, Michael Barson, Smash, Foreman, Crutchfiled, Inoue) – 2:57

12" vinyl
1. "Cardiac Arrest" (med lyckligt slut) (Smash, Foreman) – 2:58
2. "In the City" (McPherson, Barson, Smash, Foreman, Crutchfield, Inoue) – 2:57